# William Parsons Dana
William Parsons Winchester Dana, född 18 februari 1833 i Boston, död 8 april 1927, var en nordamerikansk målare. 
Dana visade i sin ungdom stor böjelse för sjön och gjorde som sjöman flera resor, innan han 1852 for till Paris för att studera måleri. Han återkom 1862 till New York, där han först målade mariner, sedan genre och porträtt. Till de förra hör Brinnande vrak och Dimma vid normandiska kusten, till de senare Franska bondflickor, Moderssorg med flera.